# Richard Jelinek
Richard Jelinek (* 12. März 1914 in Wien; † 6. Februar 2010) war ein österreichischer Bauingenieur für Grundbau und Bodenmechanik, Professor an der TH München.
Jelinek studierte in Wien noch bei Karl von Terzaghi und war dessen Assistent. Er wurde bei dessen Nachfolger O. K. Fröhlich 1943 in Wien mit einer theoretischen Arbeit promoviert. Nach dem Zweiten Weltkrieg war er ab 1944 am Erdbauinstitut der TH München, wurde dort 1948 Betriebsleiter und hatte an der TH einen Lehrauftrag für Bodenmechanik, ab 1954 als ordentlicher Professor für Grundbau und Bodenmechanik. Er machte das Geotechnik Institut der TH München zu einem der größten in Deutschland und bildete zahlreiche Ingenieure im süddeutschen Raum aus, darunter rund 20 Doktoranden. 1979 ging er offiziell in den Ruhestand, leitete das Institut aber noch bis zur Übergabe an seinen Nachfolger Rudolf Floss 1980.
Er beschäftigte sich mit theoretischer Bodenmechanik und war Übersetzer und Bearbeiter der Monographie Theoretische Bodenmechanik von Karl von Terzaghi. Weiter befasste er sich unter anderem mit Baugrundverbesserung, Verpressankern (mit Helmut Ostermayer, der bei ihm 1976 promoviert wurde) und verankerten Stützwänden.
Jelinek befasste sich auch mit dem Schiefen Turm von Pisa und empfahl schon 1960 das Aufbringen von Oberflächenlasten, was in den 1990er Jahren umgesetzt wurde. Jelinek empfahl damals etwa das Zehnfache der schließlich 1993 aufgebrachten 600 t. Mit den Maßnahmen konnte 1994 die Neigungszunahme tatsächlich gestoppt werden.

## Schriften
- Terzaghi, Jelinek: Theoretische Bodenmechanik, Springer 1954
- Jelinek: Eigenschaften des Bodens, in Grundbau-Taschenbuch 1955, 1966